# 梅里馬克 (新罕布什爾州)
梅里馬克（英語：Merrimack）是一個位於美國新罕布什爾州希爾斯波羅縣的鎮。

## 人口
根據2020年美國人口普查的數據，梅里馬克的面積為86.60平方千米，當中陸地面積為84.40平方千米，而水域面積為2.20平方千米。當地共有人口26632人，而人口密度為每平方千米308人。